# Over (Lindsay Lohan)
Over è il secondo singolo ufficiale estratto dal primo album di studio di Lindsay Lohan Speak.
Il brano è stato scritto da Lindsay Lohan, Kara DioGuardi e John Shanks.

## Posizione raggiunta nelle classifiche di vendita
| Classifica (2005)      | Posizione massima |
| ---------------------- | ----------------- |
| Australia              | 27                |
| Austria                | 49                |
| Regno Unito            | 27                |
| Svizzera               | 52                |
| Ireland Singles Chart  | 19                |
| Germany Singles Chart  | 27                |
| U.S. Billboard Hot 100 | 101               |